# Remiencourt
Remiencourt település Franciaországban, Somme megyében. Lakosainak száma 172 fő (2022. január 1.). Remiencourt Ailly-sur-Noye, Cottenchy, Dommartin, Estrées-sur-Noye, Guyencourt-sur-Noye és Rouvrel községekkel határos.

## Népesség
A település népessége az elmúlt években az alábbi módon változott:
| Lakosok száma | 182  | 182  | 181  | 175  | 171  | 168  | 170  | 167  | 172  |
|               | 2013 | 2015 | 2016 | 2017 | 2018 | 2019 | 2020 | 2021 | 2022 |